# Nai (España)
Nai es una aldea española situada en la parroquia de San Vicente de Paradela, del municipio de Paradela, en la provincia de Lugo, Galicia.

## Demografía
| Gráfica de evolución demográfica de Nai entre 2000 y 2020 |
|                                                           |
| Datos según el nomenclátor publicado por el INE.          |